# Robert Scottplein
Robert Scottplein is een plein in Amsterdam-West, Robert Scottbuurt.
Alhoewel zich hier al jaren een open ruimte tussen de bebouwing bevindt kreeg het plein haar naam pas in 2015. 
Het plein is ingericht als speelplaats tussen vier gebouwen waarvan er drie een monument zijn:
- de zuidwand wordt gevormd door de Sint-Josephkerk, Erik de Roodestraat 12-14 (rijksmonument)
- de westwand wordt gevormd door het ROC aan de Erik de Roodestraat 8
- de noordwand wordt gevormd door het Amundsenhofje, een voormalig katholieke school omgebouwd tot woningen
- vanuit het oosten kijken leerlingen uit het schoolgebouw Robert Scottstraat 28-34 uit op het plein.

Reden voor de naamgeving in 2015 was de nieuwe bebouwing aan de noordwand. Hiervoor was het niet mogelijk een adres te geven aan de Amundsenstraat en er werd gekozen voor Robert Scottplein. Die noordwand is dan ook de enige bebouwing die ook daadwerkelijk een adres heeft aan het plein: Robert Scottplein 1-7. 